# Jenna Jameson

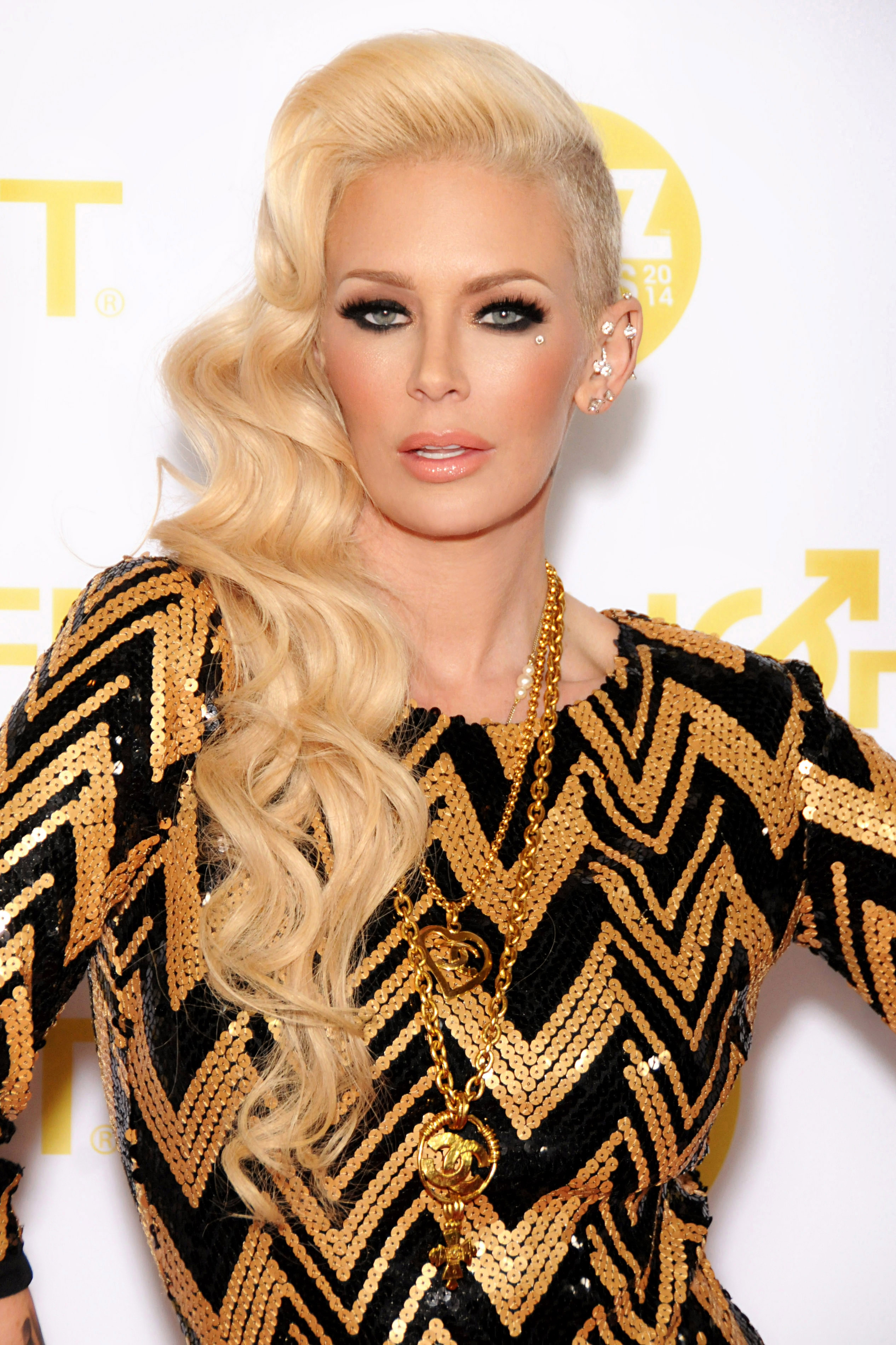
Jenna Jameson (2014)

Jenna Jameson (* 9. April 1974 als Jenna Marie Massoli in Las Vegas, Nevada) ist eine ehemalige US-amerikanische Pornodarstellerin, Pornofilmproduzentin und -regisseurin, Schauspielerin sowie Unternehmerin. Sie gilt als eine der weltweit bekanntesten und berühmtesten Pornodarstellerinnen und wurde als „Königin der Pornografie“ (The Queen of Porn) bezeichnet. Im Laufe ihrer Karriere von 1993 bis 2007 gewann sie über 20 internationale Pornofilmpreise, wurde in beide Ruhmeshallen der Branche (AVN und XRCO) aufgenommen und gründete das erfolgreiche Erwachsenenunterhaltungs-Unternehmen ClubJenna. Ihre 2004 erschienene Autobiografie How to Make Love Like a Porn Star: A Cautionary Tale (Titel der deutschen Ausgabe: Pornostar) war sechs Wochen in der Bestseller-Liste der New York Times verzeichnet.

## Leben

### Jugend

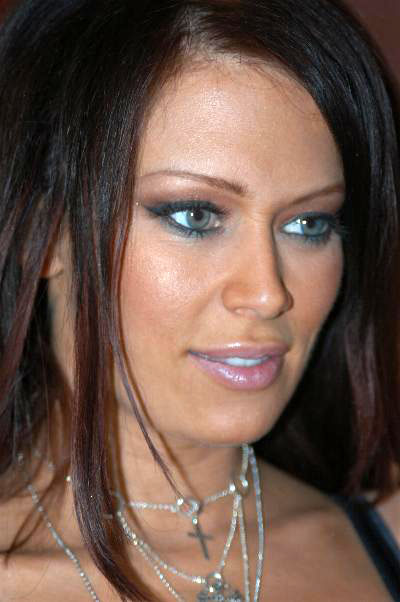
Jameson bei der AVN Adult Entertainment Expo 2005

Jenna Marie Massolis Vater war der Italoamerikaner Lawrence Massoli, der Programmdirektor bei einem an NBC angeschlossenen Lokalsender war. Ihre Mutter Judith Brooke Hunt Massoli war Revuetänzerin und tanzte für die Folies-Bergère-Show im Hotel Tropicana Resort & Casino in Las Vegas. Das Paar hatte zwei Kinder, neben Jenna noch ihren drei Jahre älteren Bruder Anthony (genannt Tony). Judith Massoli starb am 20. Februar 1976 an Hautkrebs, als Jenna noch keine zwei Jahre alt war. Die Kosten der Krebsbehandlung brachten die Familie in finanzielle Schwierigkeiten. Lawrence Massoli verließ den Fernsehsender und arbeitete für die Polizei (das Las Vegas Sheriff’s Department); die Familie zog mehrere Male um. Während ihrer Kindheit erhielt Jenna Ballettunterricht und nahm häufig an Schönheitswettbewerben teil. Ihr Vater war die meiste Zeit bei der Arbeit und hatte nach dem Tod seiner Frau Schwierigkeiten, zu seinen Kindern eine emotionale Beziehung aufzubauen. Mehrere Stiefmütter und Freundinnen des Vaters kamen und gingen, konnten den Kindern aber auch keine emotionale Zuwendung geben, misshandelten sie teilweise sogar, so dass die Geschwister eine enge Beziehung zueinander entwickelten und praktisch auf der Straße aufwuchsen. Kriminelle, die sich ihr Vater als Polizist zu Feinden gemacht hatte, bedrohten die Familie. Schließlich verließen sie Las Vegas vorübergehend und zogen auf eine Ranch in Fromberg, Montana, weil Lawrence Massoli seine Kinder nicht mehr den Gefahren von Las Vegas aussetzen wollte. Als Stadtkinder wurden Tony und Jenna aber im Dorf und in der Schule ausgegrenzt und teilweise auch misshandelt.
Während der Zeit in Fromberg, im Oktober 1990, wurde Massoli von einer Gruppe von vier jungen Männern nach einem American-Football-Spiel mit Steinen niedergeschlagen und vergewaltigt. In ihrer Autobiografie schildert sie dieses Erlebnis detailliert und überlegt:

„War ich in der Pornobranche gelandet, weil ich vergewaltigt worden war oder weil ich Erfolg haben wollte? Ich betrachtete es unter jedem möglichen Aspekt und kam immer wieder zu demselben Ergebnis: Die Vergewaltigung hatte damit nichts zu tun. Das Ereignis fand zu spät in meiner persönlichen Entwicklung statt, als dass es prägend hätte sein können. Auch wenn es nicht passiert wäre, wäre ich trotzdem Pornostar geworden. Ich habe mit genügend Therapeuten gesprochen, um mir dessen sicher zu sein.“

Ebenfalls noch im Alter von 16 Jahren wurde sie nach eigenen Aussagen ein weiteres Mal vergewaltigt, diesmal vom Onkel (und Ersatzvater) ihres Freundes Jack, einem Biker namens Preacher, der dies jedoch von sich wies. Als sie nach diesem Ereignis erst weit später als vereinbart wieder nach Hause kam, kam es zum Streit mit ihrem Vater, der drohte, sie in eine Pflegefamilie zu geben. Statt ihm von der Vergewaltigung zu erzählen, verließ sie ihre Familie und zog mit Jack zusammen, ihrer ersten ernsthaften Beziehung. Jack war Tätowierer; sie hatte ihn kennengelernt, als sie spontan ein Tätowiergeschäft besucht und sich von ihm ein doppeltes Herz mit dem Schriftzug HEARTBREAKER auf ihre rechte Pobacke hatte stechen lassen – ihre erste Tätowierung, die später zu einer Art Markenzeichen werden sollte. Sie zog mit ihm zusammen, obwohl er ihr nach der Vergewaltigung nicht gegen seinen Onkel beigestanden hatte. Auch in den folgenden Jahren blieb sie bei ihm; er wurde für vier Jahre zur zentralen Person in ihrem Leben. Nach eigener Aussage tat sie fast alles, um ihm zu gefallen, trotz häufiger Auseinandersetzungen und obwohl er sie mit anderen Frauen betrog.

### Frühe Karriere
Jenna Massoli versuchte, nach dem Vorbild ihrer Mutter, Revuetänzerin zu werden. Obwohl sie mit ihrer Körpergröße von 1,70 m dafür eigentlich einige Zentimeter zu klein war, schaffte sie es, bei der Revue Vegas World als Tänzerin angestellt zu werden, hörte nach zwei Monaten aber wieder auf, weil es zu anstrengend und zu schlecht bezahlt war. Durch ihren Freund Jack motiviert, bewarb sie sich als Stripperin und begann 1991, obwohl sie minderjährig war, in Stripshows in Las Vegas aufzutreten. Um eingestellt zu werden, fälschte sie ihre Ausweispapiere. Anfangs wurde sie vom Stripclub Crazy Horse Too wegen ihrer festen Zahnspange abgelehnt. Nachdem sie diese jedoch mit einer Spitzzange selbst entfernt hatte, bekam sie den Vertrag und verdiente in der Folge bis zu 2.000 Dollar pro Nacht, bevor sie die High School abgeschlossen hatte.
Als Stripperin trat sie unter dem Künstlernamen Jennasis auf, den sie später auch als Firmennamen (Jennasis Entertainment) benutzte. Noch im gleichen Jahr begann sie, in Los Angeles (dem Zentrum der US-amerikanischen Pornoindustrie) für die bekannte Fotografin Suze Randall für Nacktfotos zu posieren. Als Fotomodell suchte sie ein neues Pseudonym, das zu ihrem Vornamen passen sollte. Sie durchsuchte dafür das Telefonbuch und entschied sich schließlich für den Namen Jameson, inspiriert durch den Jameson-Whiskey. 1994, mit 20 Jahren, war sie unter diesem und anderen Namen bereits als Nacktmodell in vielen verschiedenen Zeitschriften erschienen, darunter Hustler und Chéri. Nachdem sie durch Jack Drogen kennengelernt hatte, nahm Massoli noch während ihrer High-School-Zeit Kokain, LSD und Methamphetamin, manchmal zusammen mit ihrem Bruder, der zu dieser Zeit heroinabhängig war. Ihre Abhängigkeit verstärkte sich in den vier Jahren, in denen sie mit Jack zusammen war. Sie aß kaum noch, bis sie schließlich zu dünn für Modeljobs wurde. 1994 verließ Jack sie. Sie wog weniger als 35 Kilogramm, als ein Freund sie in einem Rollstuhl zu ihrem Vater und ihrer Großmutter schickte, wo sie sich langsam erholte und ihre Abhängigkeit überwand.

### Pornofilmkarriere

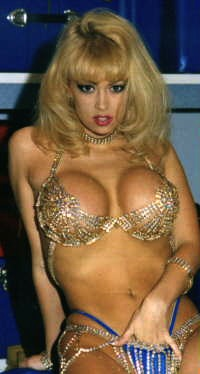
Jameson (1995)

1993 spielte sie in ihrem ersten Film namens Fantasy Women mit. In dem Softsex-Film (ohne pornografische Szenen) des Regisseurs Andrew Blake hatte sie eine Sexszene zusammen mit ihrer Freundin Nikki Tyler.
In ihren ersten pornografischen Filmszenen spielte sie mit, um sich an Jack zu rächen, weil er sie mit anderen Frauen betrog. Die Szenen wurden von dem Pornostar Randy West gefilmt und erschienen 1994 in den Filmen Up and Cummers 10 und Up and Cummers 11. Sie erregte sehr schnell Aufsehen in der Branche und spielte in einigen anderen Filmen mit, während sie noch in Las Vegas lebte. Kurz nach ihrem 20. Geburtstag ließ sie sich das erste Mal die Brüste vergrößern. Später im Jahr 1994, nachdem sie ihre Drogensucht überwunden und wieder etwas zugenommen hatte, zog sie nach Los Angeles, wo sie bei Nikki Tyler wohnte und schließlich wieder als Fotomodell zu arbeiten begann. 1995 entschied sie sich – mit dem Einverständnis ihres Vaters –, eine Karriere als Pornodarstellerin zu beginnen. Ihr erster Film nach dieser Entscheidung war Silk Stockings. Später im selben Jahr bekam sie einen Exklusivvertrag der damals noch kleinen Filmgesellschaft Wicked Pictures. Dem Gründer von Wicked Pictures, Steve Orenstein, sagte sie ihrer Darstellung nach „Im Moment besteht mein Ziel darin, der größte Pornostar zu werden, den die Branche je gesehen hat.“ (S. 378)
Über diesen Vertrag verdiente Jameson jeweils 6.000 Dollar für jeden der acht Filme, die sie im ersten Jahr drehte. Der erste Film mit größerem Budget war Blue Movie im Jahr 1995, in dem sie eine Reporterin spielte, die an einem Pornodrehort recherchierte. Der Film gewann mehrere AVN Awards. 1996 erhielt Jameson die drei wichtigsten Auszeichnungen für neue Darstellerinnen des amerikanischen Pornofilms: den XRCO Best New Starlet Award, den AVN Best New Starlet Award und den Fans of X-Rated Entertainment (Foxe) Video Vixen Award. Sie war damit die erste Darstellerin, die alle drei Auszeichnungen gewann. Hinzu kamen in der gleichen Kategorie der NightMoves Best New Starlet Award und die europäische Hot d’or Meilleure Starlette Américaine. Eine Vielzahl weiterer Auszeichnungen folgte über die Jahre.

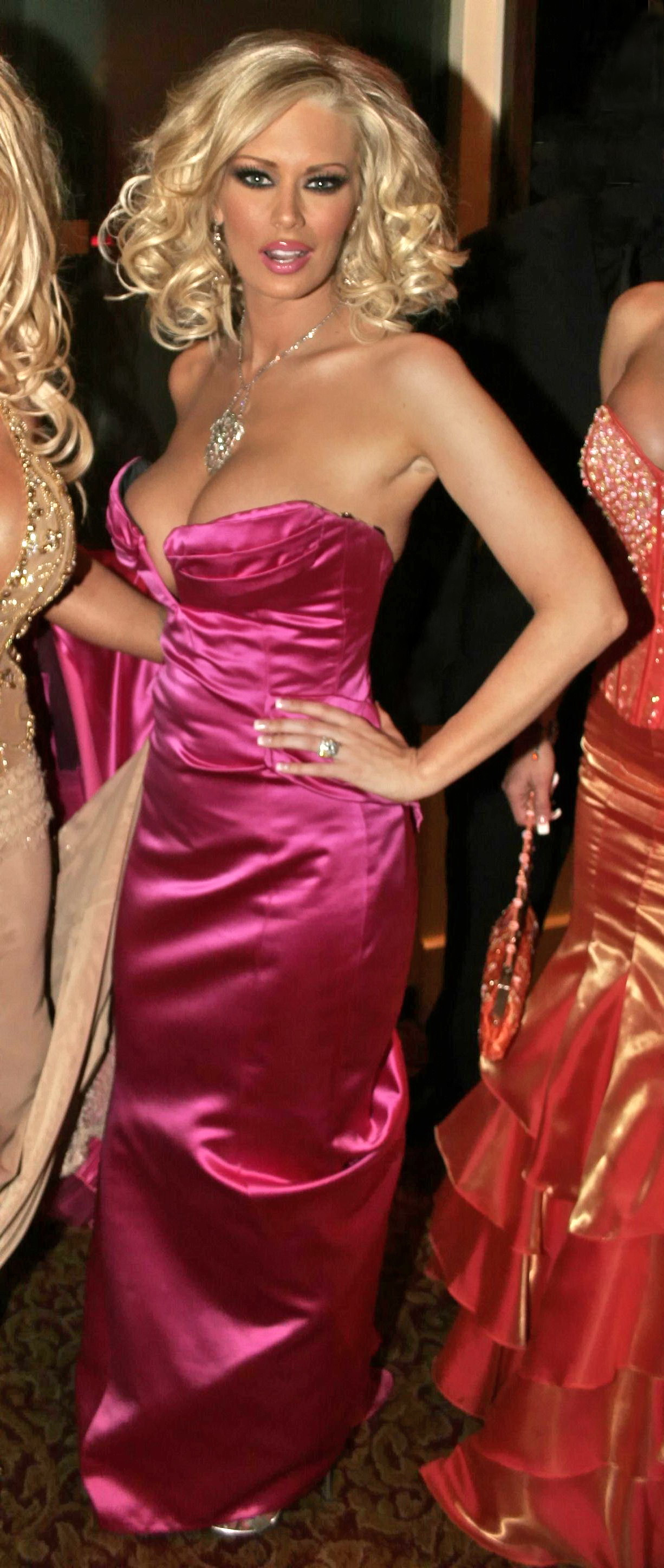
Jameson bei den AVN Awards 2006

Ihre ersten Auftritte in pornografischen Filmen waren lesbische Szenen mit anderen Frauen. Ihre erste professionelle heterosexuelle Szene (nach der Amateurszene mit Randy West in Up and Cummers 11) war in dem Film Cherry Pie (1994). Zum Beginn ihrer Karriere versprach sie sich, dass sie nie Analsex- oder Doppelpenetrationsszenen vor der Kamera spielen wolle, außerdem vermied sie Sexszenen mit schwarzen Partnern. Stattdessen wurde sie besonders bekannt für Oralsexszenen.
2001 verdiente Jameson 60.000 US-Dollar für einen eineinhalbtägigen Dreh für eine einzelne DVD sowie 8.000 US-Dollar für eine Nacht als Striptease-Tänzerin. Sie versuchte, ihre Arbeit auf maximal fünf Filme pro Jahr zu beschränken und maximal zwei Wochen pro Monat zu tanzen. Ihr Ehemann Jay Grdina sagte, sie verdiene bis zu 25.000 US-Dollar für einen Abend als Tänzerin.
2004 wurde Jameson als eine von 30 bekannten Pornodarstellern von dem US-Fotografen Timothy Greenfield-Sanders in seinem Buch XXX: 30 Porn-Star Portraits und seiner HBO-Dokumentation Thinking XXX porträtiert. Seit November 2005 ist sie die Moderatorin der Fernsehshow Jenna’s American Sex Star bei Playboy TV, in der potenzielle zukünftige Pornodarstellerinnen in Form von Sexvorstellungen um einen Vertrag mit Jamesons Filmfirma gegeneinander antreten. Die Gewinnerinnen der ersten beiden Jahre waren dabei Brea Bennett und Roxy Jezel.
Im August 2007 ließ Jameson ihre Brustimplantate entfernen und erklärte, nicht mehr in pornographischen Filmen mitspielen zu wollen. 2013 wurde sie als Webcam-Model tätig.

### Autobiografie
Im August 2004 veröffentlichte Jameson ihre Autobiografie unter dem Titel How to Make Love Like a Porn Star: A Cautionary Tale. In Deutschland erschien das Buch unter dem Titel Pornostar. Co-Autor des Buches war Neil Strauss, ein Journalist der New York Times und des Rolling Stone. Das Buch wurde ein Bestseller und war sechs Wochen in der Bestsellerliste der New York Times verzeichnet. Die Autobiografie gewann außerdem den Mainstream’s Adult Media Favorite XRCO Award 2004 (gemeinsam mit Seymore Butts’ Fernsehserie Family Business).
Das Buch behandelt den Zeitraum von Jamesons Anfängen im Showbusiness bis zu den Höhenflügen ihrer Karriere mit diversen Preisverleihungen und endet mit Hochzeitsfotos ihrer zweiten Ehe, verheimlicht aber auch keine unangenehmen Details. Jameson schreibt von ihren Vergewaltigungen, ihren Drogenproblemen, ihrer unglücklichen ersten Ehe und von zahlreichen Affären mit Männern und Frauen.

### Privatleben

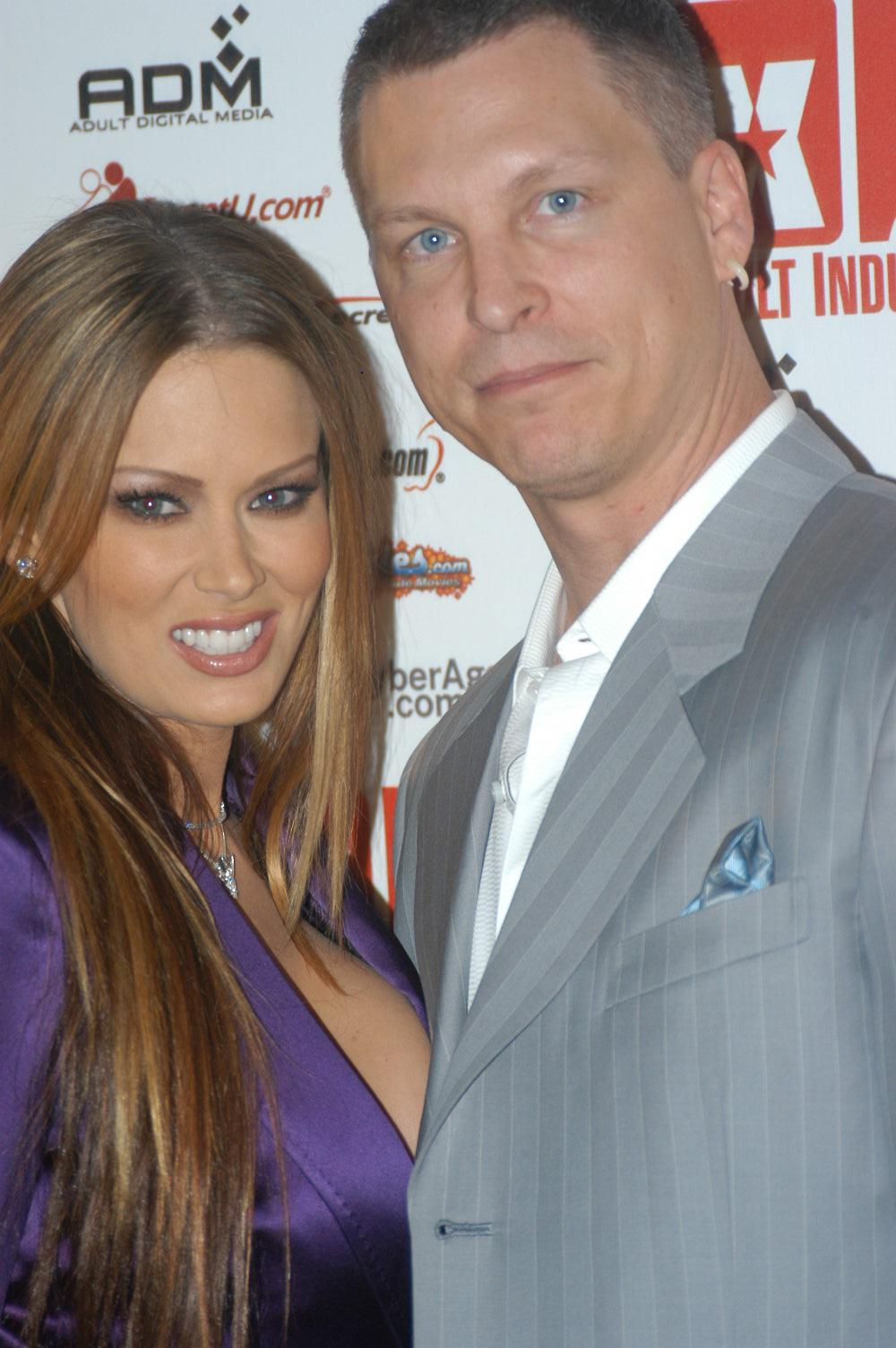
Jameson und Ehemann Jay Grdina (2005)

Jameson gibt an, dass sie bisexuell sei und in ihrem Leben mit hundert Frauen und dreißig Männern abseits des Films geschlafen habe. Ihrer Aussage nach war die beste Beziehung, die sie je hatte, die lesbische Liebesaffäre mit der Pornodarstellerin Nikki Tyler, die sie in ihrer Autobiografie schildert. Sie lebten zum Beginn ihrer Karriere und später vor Jamesons zweiter Ehe erneut zusammen. Zu den bekannten männlichen Partnern gehörten Tommy Lee und Marilyn Manson. Letzterem warf Jameson neben anderen Ex-Freundinnen Mansons Jahre später sexuellen Missbrauch vor.
In den 1990er Jahren tauchte ein Bild von ihr in einem Beiheft der Death-Metal-Band Necrophagia auf; ihr Sänger Frank „Killjoy“ Pucci lernte sie in den 1990er Jahren kennen und ist gut mit ihr befreundet. Sie selbst ist ein Fan von Horror und Metal, je nach Laune von Marilyn Manson über Speed Metal bis hin zu Necrophagia. Sie erschien auch auf der DVD „Nightmare Scenarios“, wo sie die Mano cornuta zeigt und „Necrophagia rules!“ ruft.
Im Dezember 1996 heiratete Jameson den Pornodarsteller und -regisseur Brad Armstrong (eigentlicher Name Rodney Hopkins). Sie blieben nach der Hochzeit nur noch zehn Wochen zusammen und trennten sich bereits im März 1997 wieder, traten jedoch auch danach weiterhin gemeinsam in Pornofilmen auf. Die Ehe wurde nach vierjähriger Trennung im März 2001 geschieden.
Im Sommer 1998 traf Jameson erstmals den Pornostudiobesitzer Jay Grdina, der aus einer reichen Viehzüchterfamilie stammt und nach dem College mit der Produktion pornografischer Filme begann. Seit 1998 war er unter dem Namen Justin Sterling Jamesons einziger männlicher Filmpartner, mit dem sie Sexszenen drehte. Sie verlobten sich im Dezember 2000 (vor Jamesons Scheidung von Hopkins) und heirateten am 22. Juni 2003. Seit Mitte 2004 versuchten sie erfolglos, Kinder zu bekommen. Für den Fall einer Schwangerschaft plante Jameson, nicht mehr in Pornofilmen mitzuspielen. Das Paar lebte in einer Villa in Scottsdale, Arizona. Im August 2006 bestätigte Jamesons Sprecher Berichte, dass sich Jameson und Grdina getrennt hätten.
Im November 2006 gab der Kampfsportler Tito Ortiz in einem Interview bekannt, dass er und Jameson eine monogame Beziehung führten und dass sie nicht mehr in der Pornobranche arbeite. Am 12. Dezember 2006 beantragte Jameson die Scheidung von Grdina. Im März 2009 brachte Jameson zwei aus ihrer Beziehung zu Ortiz stammende Jungen zur Welt. Jameson und Ortiz trennten sich im April 2010.
2015 entschied sich Jameson, zum Judentum überzutreten, um eine Ehe mit ihrem Partner Lior Bitton einzugehen. Die Beziehung endete Anfang 2023, daraufhin heiratete Jameson im Mai desselben Jahres die Influencerin Jessi Lawless in Las Vegas, wo das Paar seinen gemeinsamen Wohnsitz hat.

## Unternehmerische Tätigkeit
Im Jahr 2000 gründeten Jameson und Jay Grdina das Unternehmen ClubJenna, das Pornografie im Internet anbot. Die Website ClubJenna.com gehörte zu den ersten Websites, die nicht nur Bilder und Videos anboten, sondern darüber hinaus Partnerschaftsratschläge und sogar Aktientipps für zahlende Kunden und Mitglieder. Bereits drei Wochen nach ihrer Gründung arbeitete die Website gewinnbringend, und kurz darauf expandierte ClubJenna zu einem vielschichtigen Unternehmen der Sexindustrie, zuerst durch Betreuung der Websites verschiedener Pornostars und 2001 dann durch die Produktion eigener Pornofilme.

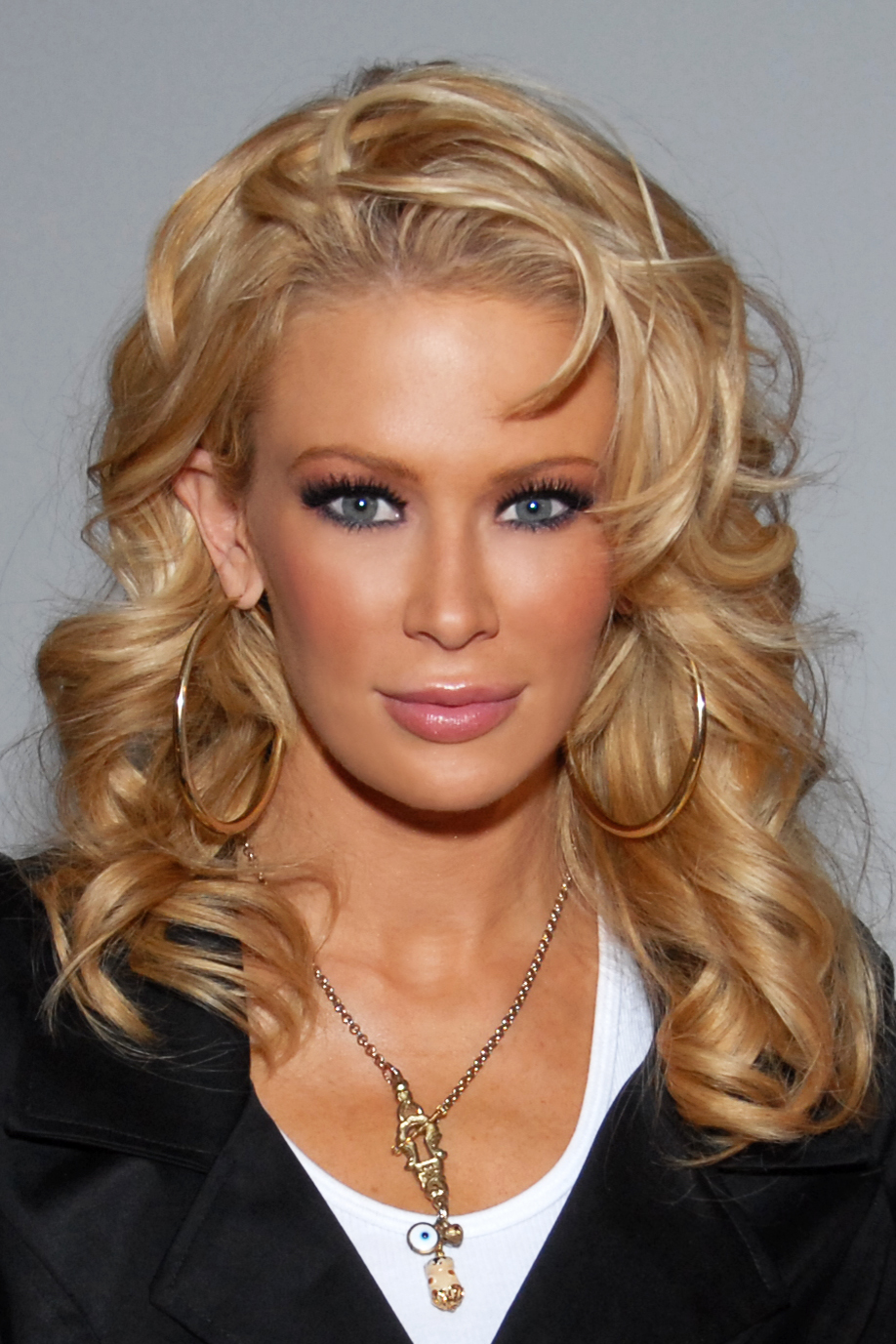
Jameson (2008)

In den frühen Produktionen von ClubJenna spielte Jameson selbst die Hauptrolle, entweder gemeinsam mit anderen Frauen oder mit Grdina, der als Justin Sterling auftrat. Der erste ClubJenna-Film Briana loves Jenna (mit Briana Banks) wurde von Vivid koproduziert und kostete 280.000 Dollar, brachte aber bereits im ersten Jahr über eine Million Dollar ein. Er war 2003 der am meisten verkaufte sowie der am meisten verliehene pornografische Film in den Vereinigten Staaten und erhielt zwei AVN Awards. Es wurde damit geworben, dass in diesem Film die ersten heterosexuellen Szenen Jamesons seit über zwei Jahren zu sehen waren. Nach Angaben Grdinas wurden von den Jenna-Jameson-Filmen im Durchschnitt um die 100.000 Exemplare verkauft, während andere Pornofilme bereits mit 5.000 Exemplaren als erfolgreich gelten. Andererseits brauchte ClubJenna für die Filmszenen bis zu zwölf Tage, während die meisten anderen Filme in einem Tag abgedreht waren.
Ab 2004 spielten andere Pornodarstellerinnen die Hauptrollen in den ClubJenna-Filmen, darunter Krystal Steal, Jesse Capelli und McKenzie Lee, während Jameson selbst von den Hauptrollen zurücktrat. Die Filme von ClubJenna wurden von Vivid Entertainment, der weltweit größten Firma der Pornobranche, vertrieben und beworben. Die Filme brachten ein Drittel der Umsätze von Club Jenna, aber über die Hälfte der Gewinne. ClubJenna wurde als Familienunternehmen geführt; Grdinas Schwester Kris hatte die Position der Vizepräsidentin inne und kümmerte sich um das Merchandising. Im Jahr 2005 belief sich der Umsatz von ClubJenna auf etwa 30 Millionen Dollar, schätzungsweise die Hälfte davon Gewinn. 2005 führte Jameson auch erstmals selbst Regie bei dem Film The Provocateur, der als Jenna’s Provocateur im September 2006 erschien.
Das Merchandising ist vor allem auf Jameson selbst fixiert. Es gibt eine Reihe von Sexspielzeugen des bekannten Sexspielzeug-Herstellers Doc Johnson, Action-Figuren und anatomisch korrekte Weichkunststoff-Abgüsse von Jamesons Anatomie. Y-Tell, eine Tochterfirma von ClubJenna, verkauft Jamesons Stöhnen als Klingeltöne, Chatservices und Spiele, vor allem in Europa und Südamerika. Sie spielt die Hauptrolle in ihrem eigenen 3D-Computerspiel Virtually Jenna von Thrixxx Technology, das zum Ziel hat, eine 3-D-Figur Jamesons zum Orgasmus zu bringen.
Ab Mai 2003 wurden Jamesons Website und ihre Filme auf einer 15 Meter hohen Plakatwand am Times Square in New York City beworben. Das erste Werbebild auf dieser Plakatwand zeigte Jameson nur mit einem String bekleidet und der Werbezeile „Who Says They Cleaned Up Times Square?“ („Wer sagt, dass sie den Times Square gesäubert haben?“) Diese Werbung an herausragender Stelle und die Berichterstattung darüber in den Mainstream-Medien wie der New York Times wurde von der Anti-Pornografie-Organisation Morality in Media als „obszön“ kritisiert. Im Jahr 2006 versuchte das New Yorker Unternehmen Wicked Cow Entertainment, Jameson als Markenzeichen für Trinkgefäße, Parfum, Handtaschen und Schuhe zu etablieren, die über renommierte Geschäfte wie Saks Fifth Avenue und Colette boutiques vertrieben werden sollten. 2006 wurden 150 offizielle Websites von Pornodarstellern von Club Jenna betreut.
Im August 2005 kaufte eine Gruppe von Investoren, der auch Jameson angehörte, das Babes Cabaret, einen Stripclub in Scottsdale, Arizona, der der erste Schritt in den Bereich der Live-Unterhaltung sein sollte. Kurz nachdem der Verkauf Aufmerksamkeit erregte, erließ die Stadtverwaltung von Scottsdale allerdings eine Verordnung zum Verbot von Nacktheit in der Erwachsenenunterhaltung und schrieb außerdem vier Fuß (etwa 1,22 m) breite Barrieren zwischen Gästen und Tänzerinnen vor, um Körperkontakt zu vermeiden. Lap dances, die Haupteinnahmequelle der Stripperinnen, wären so de facto verhindert worden. Jameson kämpfte gegen diese Verordnung an und half dabei, eine Petition dagegen zu organisieren. Am 12. September 2006 wurde die Verordnung in einem Bürgerentscheid gekippt.
Im Juni 2006 gab Playboy Enterprises Inc. die Übernahme von ClubJenna Inc. bekannt. Sowohl Jameson als auch Grdina unterschrieben spezielle Arbeitsverträge mit Playboy. Christine Hefner, CEO bei Playboy, gab bekannt, dass sie einen starken Anstieg der Filmproduktion mit etwa 30 Produktionen im ersten Jahr erwarte. Außerdem sollen neue Vertriebswege für die Filme genutzt werden, unter anderem im Fernsehen, als Video-on-Demand und über Mobiltelefone.

## Auftritte außerhalb der Pornobranche

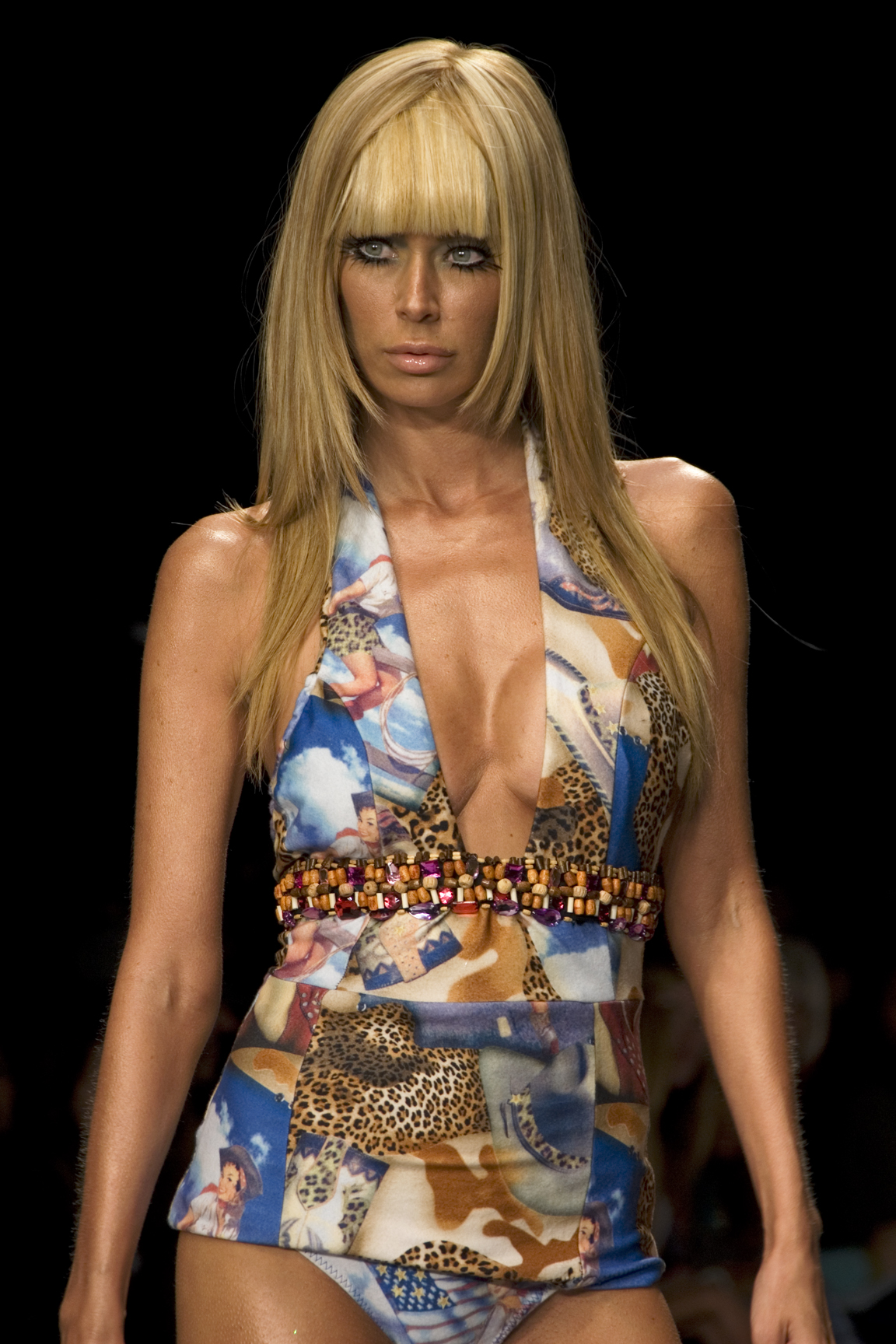
Jameson als Model auf der Los Angeles Fashion Week 2007

Jameson ist bekannt dafür, auch außerhalb der Pornobranche relativ viel Erfolg zu haben und zugleich die Pornografie näher an den Mainstream zu bringen. Sie selbst sagt dazu:

“I’ve always embraced my hard-core roots, but becoming a household name was an important thing to me.”

„Ich habe meine Wurzeln in der Hardcore-Pornografie nie verleugnet, aber es war mir wichtig, ein allgemein bekannter Begriff zu werden.“

1995 schickte Jameson Fotos von sich an den Radiomoderator Howard Stern. Sie wurde ein regelmäßiger Gast seiner Show und trat hier mehr als 30 Mal auf. Stern gab ihr zudem eine Rolle in seinem semi-autobiografischen Film Private Parts von 1997, in dem sie Mandy, die erste nackte Frau im Radio, spielte, womit ihre Auftritte bei Stern verarbeitet wurden.
1997 trat Jameson beim Pay-per-View-Angebot von Extreme Championship Wrestling auf, als sie für ECW Hardcore Heaven '97 als Begleiterin des Wrestling stable Dudley family gebucht wurde. Danach war sie einige Monate Interviewerin bei ECW. In den späten 1990ern war sie als Gastmoderatorin in mehreren Folgen der Fernsehserie Wild On! des Senders E! zu sehen.
2001 verlieh sie einer animierten Version von sich selbst in einer Folge der Zeichentrickserie Family Guy namens Brian Does Hollywood die Stimme. In dieser Episode spielt sie als Pornodarstellerin in einem Pornofilm, der von dem sprechenden Hund Brian Griffin produziert wird und einen Preis gewinnt. 2002 spielten Jameson und Ron Jeremy sich selbst in dem Fernsehfilm Porn ’n Chicken von Comedy Central. Im selben Jahr wirkte Jameson in zwei Computerspielen mit. In Grand Theft Auto: Vice City übernahm sie die Sprechrolle der Candy Suxxx. Diese Spielfigur beginnt ihre Karriere als Prostituierte, hat dann aber Erfolg als Pornodarstellerin und wird auf mehreren Plakatwänden im Spiel gezeigt. Für diese Rolle gewann Jameson 2003 bei der Veranstaltung G-Phoria, bei der Preise für Computerspiele verliehen werden, den „Best Live Action/Voice Performance Award – Female“. In Tony Hawk’s Pro Skater 4, dem vierten Teil der Videospielreihe Tony Hawk’s, stellte sie ihre Figur und Stimme der Figur Daisy zur Verfügung. 2003 spielte Jameson in zwei Folgen der NBC-Show Mister Sterling als Freundin eines politischen Geldgebers mit.
2003 sollte Jameson gemeinsam mit einer Reihe weiterer bekannter Pornodarsteller Werbung für den Sportschuhhersteller Pony International machen, wurde allerdings von dem Fox-News-Kommentator Bill O’Reilly in einem Editorial mit dem Titel „Using Quasi-Prostitutes to Sell Sneakers“ („Benutzung Quasi-Prostituierter, um Turnschuhe zu verkaufen“) angegriffen. Jameson reagierte mit einer E-Mail an die Show:

“I hope Bill understands the difference between a porn star and a hooker. I assume he has done some research on the subject because he requested some of my videos after we finished taping my appearance. I imagine he wanted them for professional reasons.”

„Ich hoffe, Bill kennt den Unterschied zwischen einem Pornostar und einer Hure. Ich nehme an, dass er einige Recherchen zu diesem Thema angestellt hat, weil er einige meiner Videos verlangte, nachdem wir meinen Auftritt aufgenommen hatten. Ich glaube, dass er sie aus beruflichen Gründen wollte.“

All diese Auftritte waren nur kleinere Erscheinungen im Mainstream, und den Haupterfolg abseits der Pornobranche brachte ihre Autobiografie aus dem Jahr 2004. Innerhalb weniger Monate wurde sie von allen wichtigen Sendern der Vereinigten Staaten interviewt, darunter NBC, CNBC, Fox News und CNN. Das Buch wurde von einflussreichen Zeitungen und Agenturen besprochen, darunter The New York Times und Reuters. Der Horrorfilm Samhain von 2002, in dem sie gemeinsam mit anderen Pornodarstellerinnen wie etwa Ginger Lynn spielte, wurde erst nach einer Neubearbeitung 2005 als Evil Breed: The Legend of Samhain unter Hervorhebung der Rolle Jamesons veröffentlicht. Im April 2006 machte Jameson als Hauptdarstellerin eines Video-Podcasts Werbung für Adicolor-Schuhe von Adidas. Im Juli 2006 wurde Jenna Jameson die erste Pornodarstellerin mit einer Wachsfigur in Madame Tussauds Wachsfigurenkabinett (im Las Vegas Museum).
Seit 2007 unterstützt Jameson die Tierrechtsorganisation PETA, für die sie unter anderem in Kampagnen für Kunstleder und für die Kastration von Haustieren auftrat. Vor den US-Präsidentschaftswahlen 2016 unterstützte sie die republikanischen Kandidaten Donald Trump und Marco Rubio.

## Kontroversen
Jamesons öffentliche Aktivitäten und soziale Medienpräsenz haben wiederholt Kontroversen ausgelöst. Seit ihrer Konversion zum Judentum im Jahr 2015, die sie unternahm, um ihren damaligen Verlobten zu heiraten, äußerte sich Jameson wiederholt antiislamisch. Regelmäßig schrieb sie auf Twitter gegen Muslime und teilte Geschichten und Videos über angebliche Bedrohungen durch den Islam von fragwürdigen Quellen wie Breitbart und InfoWars. Während ihrer Schwangerschaft mit dem Kind ihres damaligen Lebensgefährten im Jahr 2017 sagte Jameson, dass ihre Familie aufgrund des „gewalttätigen muslimischen Klimas“ aus Marokko vertrieben wurde.
Jamesons zunehmend polarisierende Ansichten, darunter ihre Bewunderung für Ann Coulter und Paul Joseph Watson sowie ihre Verbreitung von Verschwörungstheorien und antisemitischen Äußerungen, stießen in der Pornobranche und darüber hinaus auf Kritik. Insbesondere ihre Ablehnung von Minderheiten und ihre Angriffe auf politische Gegner führten zu öffentlicher Diskussion und Besorgnis.
Einige ehemalige Kollegen aus der Pornoindustrie äußerten sich überrascht über Jamesons politische Haltung und betonten, dass dies nicht ihrem früheren Verhalten entspräche. Andere wiederum betrachten ihre jüngsten Aktivitäten als Fortsetzung ihres rebellischen und kontroversen Naturells.

## Filmografie (Auswahl)

### Bedeutende pornografische Filme

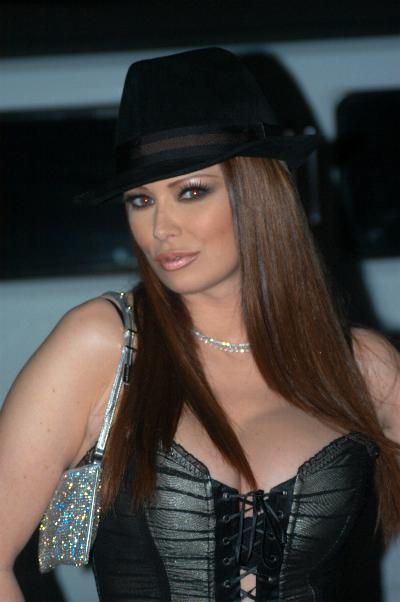
Jameson bei den XRCO Awards 2005

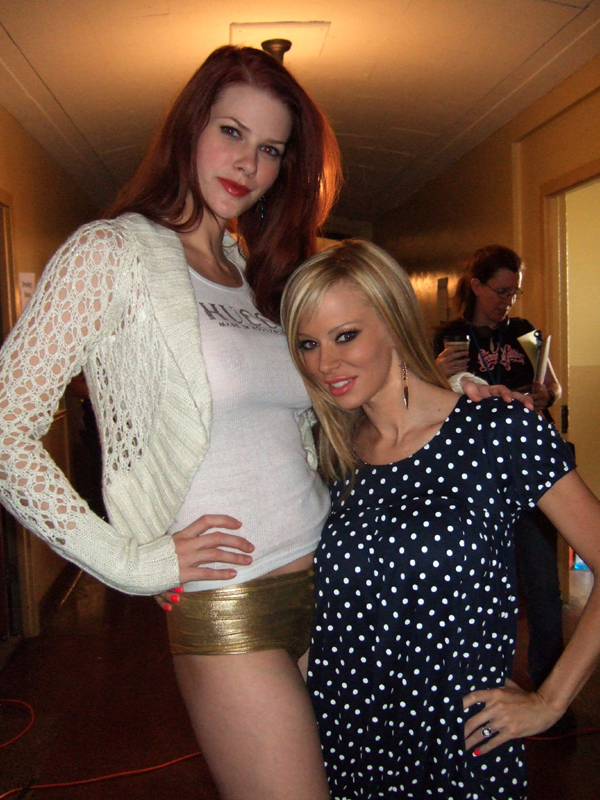
Jameson (rechts) mit Penny Drake am Set des Films Zombie Strippers (2007)

Laut Internet Adult Film Database (IAFD) hat Jameson bis heute (Stand: November 2013) in 164 Filmen als Darstellerin mitgewirkt. Außerdem listet die IAFD vier Filme auf, in denen sie Regie geführt hat.
- 1993: Fantasy Women
- 1994: Up And Cummers 11
- 1994: Cherry Pie
- 1995: Silk Stockings
- 1995: Blue Movie
- 1995: Wicked One
- 1996: Jenna Loves Rocco
- 1996: Conquest
- 1997: Wicked Weapon
- 1997: Satyr
- 1998: Dangerous Tides
- 1998: Flashpoint
- 1999: Hell On Heels
- 1999: Virtual Sex with Jenna Jameson
- 2000: Sexcalibur (Dream Quest)
- 2001: My Plaything … Jenna Jameson
- 2002: My Plaything … Jenna Jameson 2
- 2001: Briana Loves Jenna
- 2002: I Dream of Jenna
- 2004: Bella Loves Jenna
- 2004: Jenna Jameson is The Masseuse (Remake von The Masseuse)
- 2004: Krystal Method
- 2005: The New Devil in Miss Jones
- 2006: Janine Loves Jenna
- 2006: Jenna’s Depraved
- 2007: I Dream of Jenna 2
- 2008: Burn
- 2008: Frosty The Snow Ho
- 2009: Being Jenna
- 2009: Jennas Dirty Secret

### Mainstream-Auftritte
- 1997: Private Parts
- 2000: Ali G Aiii
- 2001: Family Guy (Fernsehserie, Folge Brian Does Hollywood, Stimme)
- 2002: Grand Theft Auto: Vice City
- 2002: Porn ’n Chicken
- 2002: Eminem-Video Without Me
- 2003: Tony Hawk’s Pro Skater 4 als Daisy
- 2003: New World Disorder III – Freewheel Burning
- 2005: Evil Breed: The Legend of Samhain
- 2006: What Love Is
- 2006: Sin-Jin Smyth
- 2007: Zombie Strippers

### Fernsehauftritte
- 1997: Wild On!
- 2000: Nash Bridges (Fernsehserie, 2 Folgen)
- 2003: Mister Sterling (Fernsehserie, 2 Folgen)
- 2014: Sons of Anarchy (Fernsehserie, eine Folge)
- 2015: Celebrity Big Brother (16. Staffel, UK)

## Auszeichnungen

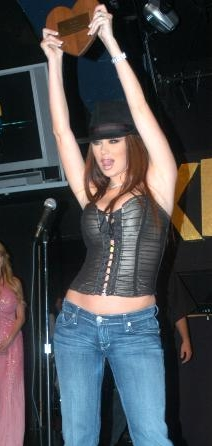
Jameson bei der Verleihung des XRCO „Hall of Fame“ Award bei den XRCO Awards 2005

Jameson gilt als eine der weltweit bekanntesten und berühmtesten Pornodarstellerinnen und wurde im Laufe ihrer Karriere aufgrund ihrer vielzähligen Auszeichnungen oftmals als „Königin der Pornografie“ (The Queen of Porn) bezeichnet.
- 1996: AVN Best New Starlet Award
- 1996: AVN Award als beste Darstellerin (Video) für Wicked One
- 1996: AVN Award für die beste heterosexuelle Sexszene (Film) für Blue Movie (mit T. T. Boy)
- 1996: XRCO Award als Starlet of the Year
- 1996: Hot d’or Best New American Starlet
- 1996: Hot d’or als beste amerikanische Darstellerin
- 1997: AVN Award für die beste heterosexuelle Sexszene (Film) für Jenna Loves Rocco (mit Rocco Siffredi)
- 1997: AVN Award für die beste heterosexuelle Sexszene (Video) für Conquest (mit Vince Vouyer)
- 1997: Hot d’or als beste amerikanische Darstellerin
- 1998: AVN Award für die beste All-Girl Sex-Szene (Film) für Satyr (mit Missy)
- 1998: Hot d’or als beste amerikanische Darstellerin für Sexe de Feu, Coeur de Glace[61]
- 1999: Hot d’or für den besten amerikanischen Film für Flashpoint[62]
- 2003: AVN Award für die beste All-Girl Sex-Szene (Video) für I Dream of Jenna (mit Autumn und Nikita Denise)
- 2003: G-Phoria Award für die beste weibliche Sprechrolle für Grand Theft Auto: Vice City
- 2004: XRCO Award für die beste lesbisches Sexszene für My Plaything 2 (mit Carmen Luvana)
- 2005: AVN Award als beste Darstellerin (Film) für The Masseuse
- 2005: AVN Award für die beste heterosexuelle Sexszene (Film) für The Masseuse (mit Justin Sterling)
- 2005: AVN Award für die beste All-Girl Sex-Szene (Film) für The Masseuse (mit Savanna Samson)
- 2005: Aufnahme in die XRCO Hall of Fame[63]
- 2005: XRCO Mainstream’s Adult Media Favorite Award für ihr Buch How to Make Love Like a Porn Star: A Cautionary Tale
- 2006: Aufnahme in die AVN Hall of Fame
- 2006: AVN Award als Best Supporting Actress – Film für The New Devil in Miss Jones[64]
- 2006: AVN Award für die beste All-Girl Sex-Szene (Film) für The New Devil in Miss Jones (mit Savanna Samson)
- 2006: AVN Award als Crossover Star of the Year
- 2007: AVN Award als Crossover Star of the Year[65]
- 2007: Aufnahme in die NightMoves Hall of Fame